# Зъбна съгласна
Зъ̀бните (дентални) съгласни представляват съгласен звук, чието учленение протича при допир между предната част на езика (според съответната му част – върхови, плоскоезични, подвърхови) и горния ред зъби (/t/, /d/, /n/, and /l/ и други). В случая деен учленителен орган е предната част на езика, а неподвижен – зъбите. Зъбните съгласни се разграничават от звуковете, при които съприкосновение се установява между езика и венците (венечни съгласни).
Зъбните и зъбно-венечните съгласни звукове, разпознаваеми в Международната фонетична азбука:
| МФА | Описание                                                        | Пример    | Пример   | Пример      | Пример            |
| МФА | Описание                                                        | Език      | Правопис | МФА         | Значение          |
| --- | --------------------------------------------------------------- | --------- | -------- | ----------- | ----------------- |
| n̪   | звучна зъбна носова                                             | испански  | onda     | [õn̪d̪a]      | „вълна̀“           |
| t̪   | беззвучна зъбна преградна                                       | испански  | toro     | [t̪oɾo]      | „бик“             |
| d̪   | звучна зъбна преградна                                          | испански  | donde    | [d̪õn̪d̪e]     | „къде“            |
| s̪   | беззвучна зъбна шипяща проходна                                 | полски    | kosa     | [kɔs̪a]      | „коса̀“ (сечиво)   |
| z̪   | звучна зъбна шипяща проходна                                    | полски    | koza     | [kɔz̪a]      | „коза“            |
| θ   | беззвучна зъбна нешипяща проходна (наричана още и „междузъбна“) | английски | thing    | [θɪŋ]       | „нещо“            |
| ð   | звучна зъбна нешипяща проходна (наричана още и „междузъбна“)    | английски | this     | [ðɪs]       | „това“            |
| ð̞   | звучна зъбна приблизителна                                      | испански  | codo     | [koð̞o]      | „лакът“           |
| l̪   | звучна зъбна странична приблизителна                            | испански  | alto     | [al̪t̪o]      | „висок“           |
| ɾ̪   | звучна зъбна едноударна                                         | испански  | pero     | [peɾ̪o]      | „но“              |
| r̪   | звучна зъбна трептяща                                           | маршалски | Ebadon   | [ebˠɑr̪ˠon̪]  | „Ебадон“ (име)    |
| t̪ʼ  | беззвучна зъбна преградна изтласкваща                           |           |          |             |                   |
| ɗ̪   | звучна зъбно-венечна преградна имплозивна                       |           |          |             |                   |
|     | зъбна щракаща                                                   | кхоса     | ukúcola  | [ukʼúkǀola] | „да смилам добре“ |